# Schieda
Schieda ist ein Gemeindeteil der Stadt Schwarzenbach an der Saale im Landkreis Hof (Oberfranken, Bayern). Schieda liegt in der Gemarkung Hallerstein.

## Geografie
Nordöstlich der Einöde grenzt das Waldgebiet Kernholz an, im Süden der Hallersteiner Forst. Eine Gemeindeverbindungsstraße führt nach Hallerstein (0,9 km südwestlich) bzw. nach Mittelschieda (0,3 km nordöstlich).

## Ortsname
Der Begriff „Schieda“ wird im Volksmund auch als gemeinsame Bezeichnung für Schieda, Oberschieda, Mittelschieda, Unterschieda verwendet. Teilweise wird so auch das gesamte Gebiet (also mit Schiedarangen und Schiedateich) bezeichnet.

## Geschichte
Schieda gehörte zur Realgemeinde Völkenreuth. Gegen Ende des 18. Jahrhunderts bestand Schieda aus einem Anwesen. Die Hochgerichtsbarkeit stand dem bayreuthischen Stadtrichteramt Münchberg zu. Das bayreuthische Amt Hallerstein war Grundherr des Hauses.
Von 1797 bis 1810 unterstand Schieda dem Justiz- und Kammeramt Münchberg. Infolge des Ersten Gemeindeedikts wurde Schieda dem 1812 gebildeten Steuerdistrikt Hallerstein und der zugleich entstandenen Ruralgemeinde Hallerstein zugeordnet. Im Zuge der Gebietsreform in Bayern wurde Schieda am 1. Juli 1976 in die Stadt Schwarzenbach an der Saale eingegliedert.

### Einwohnerentwicklung
| Jahr      | 001799 | 001812 | 001819 | 001861 | 001871 | 001885 | 001900 | 001925 | 001950 | 001961 | 001970 | 001987 |
| Einwohner | 5      | 6      | *      | 14     | 11     | 8      | 11     | 6      | 10     | 6      | 10     | 4      |
| Häuser    | 1      | 2      |        |        |        | 2      | 2      | 2      | 2      | 2      |        | 2      |
| Quelle    | [ 9 ]  | [ 6 ]  | [ 10 ] | [ 11 ] | [ 12 ] | [ 13 ] | [ 14 ] | [ 15 ] | [ 16 ] | [ 17 ] | [ 18 ] | [ 1 ]  |

## Religion
Schieda ist bis heute nach Hallerstein gepfarrt und evangelisch-lutherisch geprägt.